# The Battle Rages On
The Battle Rages On četrnaesti je studijski album britanskog hard rock sastava Deep Purple, kojeg u Americi 1993. godine objavljuje diskografska kuća 'Giant Records', a u Velikoj Britaniji 'BMG'. Ovo je posljednji Pupleov album sa snimkama gitariste Ritchia Blackmorea, koji nakon turneje odlazi iz sastava.
Materijal na albumu snimila je klasična postava MK II, koja se nanovo okupila nakon što je 1987. godine snimili The House of Blue Light i razišla se. Negdašnji Purpleov pjevač Joe Lynn Turner dao je naslutiti da je postojao vrlo jači materijal za album u vrijeme kada je on odlazio iz sastava a Ian Gillan se vratio i puno toga promijenio.

## Popis pjesama
Sve pjesme napisali su Ian Gillan, Ritchie Blackmore i Roger Glover, osim gdje je drugačije naznačeno.
1. "The Battle Rages On" (Gillan, Blackmore, Glover, Jon Lord, Ian Paice) – 5:57
2. "Lick It Up" – 4:00
3. "Anya" (Gillan, Blackmore, Glover, Lord) – 6:32
4. "Talk About Love" (Gillan, Blackmore, Glover, Lord, Paice) – 4:08
5. "Time to Kill" – 5:51
6. "Ramshackle Man" – 5:34
7. "A Twist in the Tale" – 4:17
8. "Nasty Piece of Work" (Gillan, Blackmore, Glover, Lord) – 4:37
9. "Solitaire" – 4:42
10. "One Man's Meat" – 4:39

## Izvođači
- Ian Gillan - vokal
- Ritchie Blackmore - gitara
- Roger Glover - bas-gitara
- Jon Lord - orgulje, klavijature
- Ian Paice - bubnjevi

## Vanjske poveznice
- 14. studijski album -The Battle Rages On